# Hans Bonnet (Politiker)
Hans Bonnet (* 28. März 1902 in Friedelsheim; † 1963) war ein deutscher Politiker der NSDAP.

## Leben
Bonnet besuchte die Volksschule und anschließend das mennonitische Internat Weyerhof bis zur siebten Klasse. Anschließend arbeitete er als Landwirt im elterlichen Betrieb. Von 1920 bis 1923 studierte er an der Landwirtschaftlichen Hochschule Hohenheim. 1923 wurde er von der französischen Besatzung vom Hof seiner Familie vertrieben, weil er sich gegen die Separatisten wandte, welche den Zusammenschluss der Pfalz mit Frankreich anstrebten. Bonnet ließ sich danach mit eigenem Hof in Niederbayern nieder, kehrte aber bereits 1924 zurück in die Pfalz. 1927 erhielt er sein Diplom als Landwirt.
Bonnet trat zum 1. November 1930 in die NSDAP ein (Mitgliedsnummer 330.107) und wurde Bürgermeister von Friedelsheim. Von 1932 bis 1935 war er außerdem Mitglied des Kreistags der Pfalz. Er trat 1932 der SA bei, wechselte anschließend zur SS (SS-Nummer 276.293) und wurde Mitglied des NSKK, wo er bis zum Standartenführer aufstieg. Nachdem er am 1. Februar 1935 sein Amt als Bürgermeister niederlegte, zog er nach Oggersheim, wo er Landesbauernführer der Pfalz wurde. 1936 und 1938 wurde er erfolglos zum Reichstag vorgeschlagen. Er war außerdem ab 1935 Leiter des Amtes für Agrarpolitik des Gau Saarpfalz, später Saarpfalz und anschließend Westmark.
Weil er die Enteignung französischer Bauern in Elsass und Lothringen kritisierte, geriet Bonnet 1942 in Konflikt mit Gauleiter Josef Bürckel, der ihn mit einem Sondergerichtsverfahren bedrohte und bei Reichsbauernführer Walther Darré um dessen Entlassung bat. Zwar lehnte Darré dies ab, doch Bonnet trat freiwillig nach fortwährendem Streit von seinem Amt als Landesbauernführer und wenige Monate später auch als Leiter des Amts für Agrarpolitik zurück. 1944 wurde Bonnet Bauernreferent im SS-Abschnitt XXXIV.
Nach Kriegsende wurde Bonnet von den Amerikanern (erste Besatzungsmacht in der Pfalz) interniert, vor ein Gericht gestellt und (von einem jüdischen Richter) freigesprochen. Danach wurde Bonnet von 1945 bis 1949 in Landau in der Pfalz von den Franzosen (hatten die Amerikaner als Besatzungsmacht abgelöst) interniert. Im Entnazifizierungsverfahren wurde er 1950 freigesprochen.